# 河內都市鐵路2A號線
河內都市鐵路2A號線（越南语：／*/?），又稱吉靈－河東線（越南语：／），是越南河內都市鐵路路線之一，也是該國第一條城市軌道交通線路，在2021年11月6日通車。路線全長約13（8.1英里），設站12座，全線為高架鐵路，呈東北－西南走向，連接棟多郡、青春郡和河東郡。本路線屬由中華人民共和國援建，採用中國製造的電動列車和信號系統。
2A號線的建設規劃至少可以追溯到1998年。中鐵六局集團在2004年為這條線路完成可行性研究之後，越南政府決定與中國合作推進這個項目，並於2011年舉行動工典禮。這個項目在施工期間遇到工業意外、超支、徵地等問題的困擾，列車和高架橋的設計也在社會上引起爭議。2A號線呈東北－西南向，起於河內市棟多郡吉靈坊，駛向西南方之後先轉入蘇瀝江北岸，向東駛向青春郡，然後折向西南方，最終抵達河東郡安義坊；將來可能還會延伸到彰美縣春梅市鎮。

## 歷史
越南政府在1998年批准的《河內首都至2020年總體規劃》調整方案，以及2002年越南交通運輸部提出的計劃均提議河內市興建一條都市鐵路（軌道交通線），連接河內市和河西省河東市（2008年併入河內市）。2004年10月，中鐵六局集團向越南政府呈交《河內－河東高架鐵路建設工程可行性研究報告》，並與越南鐵路局簽訂協議，合作建設河內－河東線項目。根據2008年中越兩國簽訂的協議，2A號線投資總額為5億5286萬美元，其中4億1900萬美元為中方提供的优惠贷款及买方信贷（由中國進出口銀行發放），其餘1億3386萬美元出自越南政府的對應資金。
2A號線在2011年10月10日動工，承建商為中鐵六局集團。項目施工期間曾引起公眾和技術專家的安全疑慮，原因是：一、項目工地曾發生多宗工業意外，引致一名途人死亡，多名途人受傷，二、2A號線高架橋的設計起起伏伏（實際上是節能設計）。另外這個項目還出現超支的問題，直至越南政府在2017年和中國進出口銀行簽訂追加貸款的協議之後才得到解決。影響項目進度的問題還包括徵地、設計變更等。2A號線的高架橋在2015年10月合攏，主體工程也在2017年11月基本完成。2A號線在2018年7月完成正线送电和热滑测试，並於9月20日至12月30日期間完成试运行。
2A號線原訂在2015年6月完工，後來完工日期一共延遲了10次，原因包括剩餘的工程細節未完成、駕駛員資格未獲許可、交接進度延誤等。越方在2019年提出12項理由，指責中鐵六局提出的初版基礎設計粗糙，而且欠缺以總承包合約的形式執行項目的經驗和管理能力，是2A號線進度延誤的原因之一，當地網民卻質疑當局逃避責任。
2020年12月，越南登檢局根據法國顧問的安全評估結果，確認列車能夠安全運行，同時法國顧問開始和中鐵六局、深圳市地鐵集團合作，進行另一次為期20天的试运行，檢查2A號線的各項設施、設備；受2019冠狀病毒病疫情影響，這次測試工作需要延遲進行。2021年1月法國顧問呈交檢驗報告書，提出16項建議，着承辦商改善。2A號線隨即在3月底進入驗收階段，並於4月獲發安全認證證書。交通運輸部在5月完成竣工驗收工作，驗收結果於同年10月獲國家檢查委員會通過。最終，交通運輸部於11月6日把2A號線移交給河內市人民委員會（市政府），使項目能夠投入運行。通車後首15天為免费运营期，期間本線共招待乘客380,510人次，之後才開始收費。正式的落成典禮則於2022年1月13日舉行。

## 車種

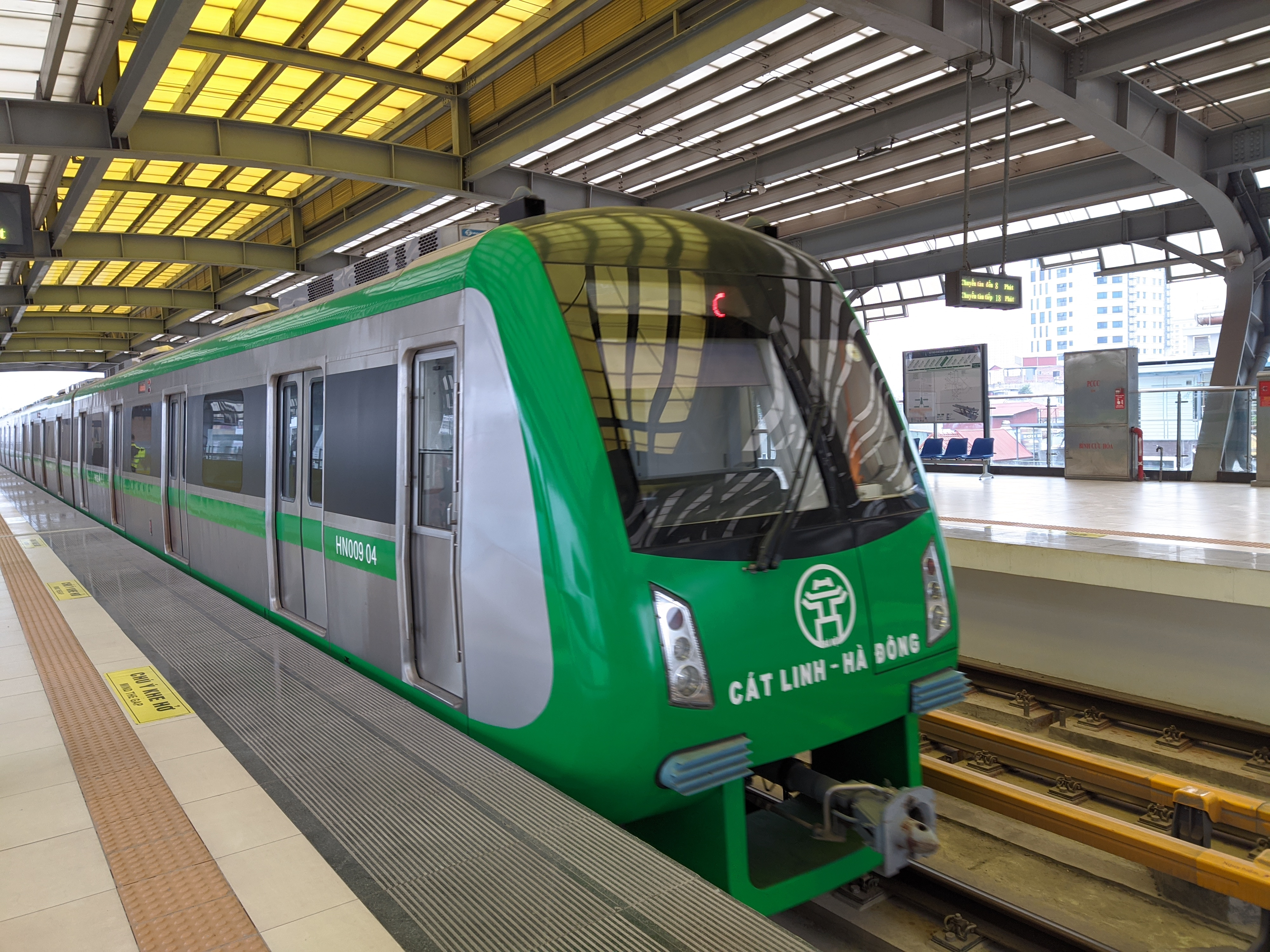
一列駛進三環路站的列車（2021年11月）

河內都市鐵路2A號線電動列車共有13列，為B1型車4輛編組，由北京地鐵車輛裝備（京車公司）和交控科技合組的財團製造。京車公司和北京交控在2015年投得2A號線電動列車的生產合約，樣板車也在2015年10月進行展示活動，不過期間曾經有河內市民批評列車的外觀和內部設計欠佳。第一列實體列車在2017年2月運抵河內市，其餘列車也在2018年3月之前陸續送抵車廠。
列車外觀呈「鼓」型，呈綠、銀色，車頭印有河內市市徽和越南文「吉靈－河東」字樣。一列列車共有4節車廂，每節車廂設有4道門。其中首、尾兩節車廂為拖車，長20米，設有駕駛室和42個座位，定員250人，最高載客量354人；中間兩節車廂為動車，長19.5米，設有36個座位，定員230人，最高載客量327人。整列車長79米，高3.8米（從路軌到車頂），最大寬度2.8米，定員960人，最高載客量為1326人，每小時單向載客量約為28500人。列車的最高時速為80公里，平均運行時速大於或等於35公里。車廂內設有LED路線圖、優先座、輪椅專用位等設施。

## 技術規格
2A號線採用第三軌供電，以750伏特直流電驅動列車運行，列車上的8個電動機會把第三軌輸送的電力轉換成三相交流電。本線路採用交控科技提供的移動閉塞式列車自動控制系統（ATO），設計和建設標準為列車運行自動化等級的第2.5級，列車操作由車務控制中心負責監控。2A號線的車廠位於河東郡富良坊，佔地約19.6公頃（0.196平方），設有車務控制中心、訓練設施和維修設施。

## 路線

河內都市鐵路2A號線路線圖

2A號線全長13.08公里，全線為高架鐵路。起點站吉靈站位於棟多郡吉靈坊吉靈路和講武路的交界，列車駛出吉靈站後，首先會沿着豪南路、棟多湖上方的高架橋和郎路駛向西南方，然後轉向西南方的蘇瀝河河岸，再越過蘇瀝河，駛向西南方的阮廌路、陳富路和光中路，越過國鐵線之後，最後駛進位於新河東客運站附近的終點站——安義站。2A號線遠期將沿國道6號向西南方延伸至彰美縣春枚市鎮。

### 車站
| 車站名稱 | 車站名稱 | 車站名稱 | 圖片 | 車站形式 | 轉乘路綫                            | 所在區域 | 通車日期      |
| 中文     | 越南語   | 越南語   | 圖片 | 車站形式 | 轉乘路綫                            | 所在區域 | 通車日期      |
| 中文     | 国语字   | 漢喃字   | 圖片 | 車站形式 | 轉乘路綫                            | 所在區域 | 通車日期      |
| -------- | -------- | -------- | ---- | -------- | ----------------------------------- | -------- | ------------- |
| 吉靈     |          |          |      | 高架     | T3 3號線（興建中） 河內快速公交系統 | 棟多郡   | 2021年11月6日 |
| 羅城     |          |          |      | 高架     |                                     | 棟多郡   | 2021年11月6日 |
| 泰河     |          |          |      | 高架     |                                     | 棟多郡   | 2021年11月6日 |
| 廊       |          |          |      | 高架     |                                     | 棟多郡   | 2021年11月6日 |
| 上亭     |          |          |      | 高架     | T2 2號線（規劃中）                  | 青春郡   | 2021年11月6日 |
| 三環路   |          |          |      | 高架     |                                     | 青春郡   | 2021年11月6日 |
| 馮珖     |          |          |      | 高架     |                                     | 河東郡   | 2021年11月6日 |
| 文館     |          |          |      | 高架     |                                     | 河東郡   | 2021年11月6日 |
| 河東     |          |          |      | 高架     |                                     | 河東郡   | 2021年11月6日 |
| 羅溪     |          |          |      | 高架     | 河內快速公交系統                    | 河東郡   | 2021年11月6日 |
| 文溪     |          |          |      | 高架     | 河內快速公交系統                    | 河東郡   | 2021年11月6日 |
| 安義     |          |          |      | 高架     | 河內快速公交系統                    | 河東郡   | 2021年11月6日 |

## 備註
1. ↑  中、越兩國傳媒又稱為「吉靈－河東城鐵」[1]、「吉靈－河東輕軌」[2]、「吉靈－河東鐵路」、「吉靈－河東高架鐵路」[3]等。

## 外部連結
- 河內鐵路獨資責任有限公司 （页面存档备份，存于）（英文）（越南文）